# Anna Maria Perez de Tagle
Anna Maria Francesca Enriquez Perez de Tagle (San Francisco, California; 23 de diciembre de 1990) es una actriz, cantante y modelo estadounidense. Es conocida por su personaje de Ashley Dewitt en Hannah Montana y Ella en Camp Rock.

## Biografía
Anna Maria nació en San Francisco, California. Es descendiente de filipinos: es nieta de la actriz y cantante filipina Sylvia La Torre. Sus parientes paternos son la actriz filipina Sarita Pérez de Tagle, la mediática filipina Isabel Preysler, el cantante español Enrique Iglesias, y la española Chábeli Iglesias. Se mudó al sur de California cuando aceptó el rol de Ashley Dewitt para la serie de Disney Channel, Hannah Montana.

## Carrera artística
Perez de Tagle compitió en "Star Search 2" en 2003, cantando la canción "Somewhere" de la película West Side Story. También actuó en la película "Bee Season". Ha participado en producciones locales de la "Cenicienta", "Bugsy Malone", y "El rey y yo". 
También se ha desempeñado como modelo. Ha participado en muchos catálogos, incluidos "Macy's" y "Mervyn's". Fue también la portada de la revista "Filipinas", que incluía un artículo sobre ella.
También actuó en Cake TV, donde interpretó el papel de "Miracle Ross" y en Camp Rock y Camp Rock 2: The Final Jam donde interpretó a "Ella Pador". Además, prestó su voz a la "Oficial de seguridad para niños" en la serie animada Higglytown heroes
También hizo una aparición en el video "Remember December" de su compañera de reparto en Camp Rock y Camp Rock 2: The Final Jam y amiga Demi Lovato.

## Filmografía
| Películas y Series de Televisión | Películas y Series de Televisión | Películas y Series de Televisión | Películas y Series de Televisión    |
| Año                              | Título                           | Rol                              | Notas                               |
| -------------------------------- | -------------------------------- | -------------------------------- | ----------------------------------- |
| 2010                             | Camp Rock 2: The Final Jam       | Ella Pador                       | Película Original de Disney Channel |
| 2009                             | Fame                             | Joy                              | Película                            |
| 2009                             | A Forgotten Innocence            | Allysa                           | Película                            |
| 2008                             | Bleachers                        | Amber                            | Película                            |
| 2008                             | Camp Rock                        | Ella Pador                       | Película Original de Disney Channel |
| 2007                             | Just Jordan                      | Veronica                         | 1 episodio: "Slippery When Wet"     |
| 2006 - 2011                      | Hannah Montana                   | Ashley Dewit                     | Rol recurrente                      |
| 2006                             | Cake                             | Miracle Ross                     | 13 episodios                        |
| 2006                             | Palabras mágicas                 | Bee Season #1                    | Película                            |
| 2004                             | Los héroes de la ciudad          | Oficial de seguridad             | 1 episodio: "Spell It Safe"         |

### Videos Musicales
| Año  | Título                 | Artista                            | Rol                     | Notas                      |
| ---- | ---------------------- | ---------------------------------- | ----------------------- | -------------------------- |
| 2008 | "We Rock" (Cast Video) | Cast of Camp Rock                  | Ella misma / Ella Pador |                            |
| 2008 | "Start the Party"      | con Jordan Francis & Roshon Fegan  | Ella Pador/Ella misma   | con el elenco de Camp Rock |
| 2009 | "Remember December"    | Demi Lovato                        | Ella misma              | Cameo                      |
| 2010 | "It's On"              | Cast of Camp Rock 2: The Final Jam | Ella Pador/Ella misma   | con el elenco de Camp Rock |
| 2010 | "Part of Your World"   | Ella misma                         | Ella misma              | Video musical              |
| 2010 | "Roses"                | Ella misma                         | Ella misma              | Video Musical              |

## Discografía
Álbumes De Estudio
- 2007: Anna Pérez
- 2008: Hello World

Extended Play
- 2003: I'm AMP de T